# 10498 Бобґент
10498 Бобґент (10498 Bobgent) — астероїд головного поясу, відкритий 11 вересня 1986 року.
Тіссеранів параметр щодо Юпітера — 3,544.